# Jakob Claussen
Jakob Claussen (* 9. Juni 1961 in Frankfurt am Main) ist ein deutscher Filmproduzent.
Claussen studierte in den Jahren 1985–1989 an der Hochschule für Fernsehen und Film München und gründete 1992 mit Thomas Wöbke die Produktionsfirma Claussen & Wöbke in München, die ab 2003 mit der Ergänzung durch die dritte Mitgesellschafterin Ulrike „Uli“ Putz als Claussen+Wöbke+Putz Filmproduktion firmierte. 2010 schied Thomas Wöbke auf eigenen Wunsch aus der Geschäftsführung aus, verblieb jedoch weiterhin als Gesellschafter von CP und ist als freier Produzent mit eigener Firma tätig. Seither heißt die Firma Claussen+Putz Filmproduktion.
Claussen gewann in den Jahren 1996 für Nach Fünf im Urwald und 2004 für Lichter jeweils den Bayerischen Filmpreis. Der Film Jenseits der Stille wurde für den Oscar in der Kategorie Bester fremdsprachiger Film nominiert.
Jakob Claussen war 2003 eines der Gründungsmitglieder der Deutschen Filmakademie.

## Filmografie (Auswahl)
- 1994: Himmel und Hölle (Fernsehfilm)
- 1994: Einer meiner ältesten Freunde
- 1996: Nach Fünf im Urwald
- 1996: Jenseits der Stille
- 1998: Liebling, vergiß die Socken nicht! (Fernsehfilm)
- 1998: 23 – Nichts ist so wie es scheint
- 1999: Comeback für Freddy Baker (Fernsehfilm)
- 1999: Anatomie
- 2000: Crazy
- 2001: Herz im Kopf
- 2001: Was tun, wenn’s brennt?
- 2003: Lichter
- 2003: Anatomie 2
- 2003: Verschwende deine Jugend
- 2004: Sommersturm
- 2006: Die Österreichische Methode
- 2006: Trade – Willkommen in Amerika
- 2007: Stellungswechsel
- 2008: Krabat
- 2009: Maria, ihm schmeckt’s nicht!
- 2009: 13 Semester
- 2010: Boxhagener Platz
- 2011: Polizeiruf 110: Denn sie wissen nicht, was sie tun (Fernsehreihe)
- 2012: Vatertage – Opa über Nacht
- 2012: Mobbing (Fernsehfilm)
- 2012: Die Vampirschwestern
- 2012: Offroad
- 2013: Das kleine Gespenst
- 2014: Das Ende der Geduld (Fernsehfilm)
- 2014: Im Labyrinth des Schweigens
- 2014: Tatort: Der Wüstensohn (Fernsehreihe)
- 2014: Die Vampirschwestern 2 – Fledermäuse im Bauch
- 2015: Becks letzter Sommer
- 2015: Heidi
- 2015: Der verlorene Bruder
- 2016: Die Vampirschwestern 3 – Reise nach Transsilvanien
- 2016: Tatort: Das Recht, sich zu sorgen
- 2016: Polizeiruf 110: Wölfe
- 2017: Zuckersand (Fernsehfilm)
- 2018: Die kleine Hexe
- 2018: Tatort: Freies Land
- 2018: Kalte Füße
- 2019: Tatort: Ein Tag wie jeder andere
- 2020: Enkel für Anfänger
- 2020: Biohackers
- 2021: Sörensen hat Angst
- 2021: Tatort: Wo ist Mike?
- 2022: In falschen Händen (Fernsehfilm)
- 2022: Was man von hier aus sehen kann
- 2023: Enkel für Fortgeschrittene
- 2023: Sörensen fängt Feuer
- 2025: Sturm kommt auf (Fernsehfilm)

## Belege
1. ↑  Firmengeschichte von Claussen+Putz München, abgerufen am 12. September 2016.
2. ↑  Claussen + Putz Filmproduktion GmbH. In: filmportal.de. Deutsches Filminstitut, abgerufen am 13. September 2016.

| Personendaten    | Personendaten           |
| ---------------- | ----------------------- |
| NAME             | Claussen, Jakob         |
| KURZBESCHREIBUNG | deutscher Filmproduzent |
| GEBURTSDATUM     | 9. Juni 1961            |
| GEBURTSORT       | Frankfurt am Main       |